# Медицинска школа Зајечар
43° 53′ 57″ С; 22° 16′ 29″ И / 43.89924° С; 22.27473° И
Медицинска школа у Зајечару је једна од четворогодишњих средњих школа на територији града Зајечара и функционише у оквиру образовног система Републике Србије.

## Историјат
Школа је основана и почела са радом 1948. године Одлуком Владе Народне Републике Србије на предлог Министарства здравља као Државна средња медицинска школа. Предавачи из опште образовних предмета били су редовни професори Зајечарске гимназије док је стручна настава била поверена лекарима из Зајечарске болнице и других здравствених установа. Пошто је било само 22 уписаних ученица настава се одвијала у једној учионици предратне женске основне школе (данас основна школа Јелена Мајсторовић). 
За в.д. директора постављен је Божидар Ивковић, а доцније је за директора школе била изабрана професорка Љубица Сибиновић. Први предавачи и испитивачи стручних предмета били су:
- Др Димитрије Поповић - за дечије болести
- Др Владимир Ђуровић - за хирургију
- Др Иван Нешковић - за интерне болести
- Др Десанка Ђермановић - за заразне болести и епидемиологију

Међу професорима образованих предмета налазили су се и:
- Фрања Варницки
- Драгутин и Радмила Бајо
- Иван Флоров
- Вида Николић
- Матилда Бауер
- Александар Жикић

Крајем педесетих година 20. века после пет пресељења школа је смештена у згради Гимназије. Затим се Медицинска школа сели у нову зграду Школе ученика у привреди, и то у новосаграђеном блоку.

## Школа данас
У школи је запослено 68 наставника са адекватном стручном спремом и 33 спољних сарадника, лекара-специјалиста различитих профила и фармацеута. Од осталог особља запослени су и стручни сарадник-педагог и стручни сарадник-библиотекар.
Настава се сем у школи одвија и на следећим локацијама: Здравствени центар, Апотекарска установа, Завод за јавно здравље „Тимок”, Завод за рехабилитацију Гамзиградска бања, Предшколска установа, Центар за социјални рад, Дневни боравак за децу ометену у развоју „Облутак”.
Школа је 2012. године добила Повељу Града Зајечара за свој рад.